# Котънуд
 Тази статия е за града в Аризона.  За града в Айдахо вижте Котънуд (Айдахо).  
Котънуд (на английски: Cottonwood) е град в окръг Явапай, щата Аризона, САЩ. Котънуд е с население от 10 222 жители (2007) и обща площ от 27,7 km². Намира се на 1010 m надморска височина. ЗИП кодът му е 86326, а телефонният му код е 928.